# Кинематограф Таджикистана
Кинематограф Таджикистана — киноискусство и киноиндустрия Таджикистана.

## Зарождение кинематографа
С 1929 года в Таджикской ССР началось производство документальных и хроникальных короткометражных фильмов. Начал выходить периодический киножурнал «Советский Таджикистан». В 1930 году был создан трест «Таджиккино». Основным направлением кинопублицистики в начале 30-х годов стал «агитпропфильм»: «Золотой червь», «От хлопка до ткани», «От омача к плугу», «Почётное право» и др..
Первый таджикский художественный фильм «Когда умирают эмиры» (Л. Печёрина, 1932) был на тему классовой борьбы в деревне. Далее последовал фильм «Эмигрант» (Камиль Ярматов, 1934). Первые звуковые художественные фильмы были посвящены строительству социализма в республике: «Сад» (Николай Досталь, 1939) и «Друзья встречаются вновь» (Камиль Ярматов, 1939).
В годы Великой Отечественной войны в Сталинабаде (ныне Душанбе) работала московская студия «Союздетфильм». В это время создавались художественные и документальные картины, боевые киносборники. Заметным фильмом стала картина «Сын Таджикистана» (Василий Пронин, 1942). Среди послевоенных документальных фильмов выделяются: «Таджикистан» (1946), «Долина реки Вахш» (1947), «На земле предков» (1949), «Советский Таджикистан» (1951) и др..

## Советская эпоха

### 50-е — 60-е
В 50-е — 60-е годы в таджикском кинематографе появляются новые темы и новые жанры, национальная кинодраматургия, режиссура, а также фильмы основанные на литературных произведениях. Заметная картина на тему революции — «Дохунда» (Борис Кимягаров, 1956). Фильмы о современности: «Мой друг Наврузов» (Николай Литус, 1957), «Высокая должность» (Борис Кимягаров, 1958), комедии «Я встретил девушку» (Рафаил Перельштейн, 1957), «Сыну пора жениться» (Тахир Сабиров, 1959). О трагедии великого поэта средневековья Рудаки рассказывает фильм «Судьба поэта» (Борис Кимягаров, 1959), о строительстве Вахшского канала в 30-е годы — «Человек меняет кожу» (Рафаил Перельштейн, 1959), о нравственном раскрепощении женщины-таджички — «Зумрад» (Абдусалом Рахимов, Александр Давидсон, 1961).
Для кинематографии 60-х годов характерна историко-революционная тематика: «Дети Памира» (Владимир Мотыль, 1962), «Мирное время» (Борис Кимягаров, 1964), «Хасан-арбакеш» (Борис Кимягаров, 1965), «Смерть ростовщика» (Тахир Сабиров, 1966), «Измена» (Тахир Сабиров, 1967), «Разоблачение» (Тахир Сабиров, 1969).
Другие заметные фильмы этого десятилетия: «Ниссо» (Марат Арипов, 1965), «Лето 1943 года» (Маргарита Касымова, 1967), «Как велит сердце» (Борис Кимягаров, 1968), «Встреча у старой мечети» (Сухбат Хамидов, 1969), «Джура Саркор» (Маргарита Касымова, 1969).
Значительны успехи и документального кино: «Здравствуй, Таджикистан» (1960), «Четыре песни о Таджикистане» (1964), «Колыбель моих стихов» (1971) и др..
Появились первые мультипликационные фильмы: «Песня гор» (1969), «Добрый Насим» (1970), «Афанди, осёл и воры» (1971).

### 70-е — 80-е
Заметные фильмы 70-х: «Легенда тюрьмы Павиак» (Сухбат Хамидов, 1970), «Третья дочь» (Анвар Тураев, 1970), «Тайна предков» (Марат Арипов, 1972), «Четверо из Чорсанга» (Маргарита Касымова, 1972), «Тайна забытой переправы» (Сухбат Хамидов, 1973), «Одной жизни мало» (Борис Кимягаров, 1974), «Женщина издалека» (Тахир Сабиров, 1978).
Борис Кимягаров в 1971 году создаёт экранизации поэмы Фирдоуси «Шахнаме» — «Сказание о Рустаме» и «Рустам и Сухраб», а в 1976 году выходит «Сказание о Сиявуше». Абдусалом Рахимов и Игорь Усов воссоздают образ выдающегося таджикского мыслителя XIX века Ахмада Дониша в фильме «Звезда в ночи» (1972).
На телевидении это время отмечено 5-серийным художественным фильмом «Человек меняет кожу» (Борис Кимягаров, 1978). По ЦТ фильм был показан в 1982 году.
80-е годы отмечены фильмами: «Бросок» (Анвар Тураев, 1981), «Сегодня и всегда» (Маргарита Касымова, 1982), «В талом снеге звон ручья» (Давлатназар Худоназаров, 1982), «Заложник» (Юнус Юсупов, 1983), «Семейные тайны» (Валерий Ахадов, 1983), «Приключения маленького Мука» (Елизавета Кимягарова, 1983), «Серебристая нить» (Мукадас Махмудов, 1984), «Случай в аэропорту» (Юнус Юсупов, 1987), «Смерч» (Бако Садыков, 1988), «Боль любви» (Анвар Тураев, 1989).
Тахир Сабиров выпускает серию фильмов по мотивам «Тысячи и одной ночи»: «И ещё одна ночь Шахерезады...» (1984), «Новые сказки Шахерезады» (1986), «Последняя ночь Шахерезады» (1987). Два последних фильма вышли совместно с Сирией.

## Период независимости
После распада СССР из-за недостатка финансирования кинопроизводство временно приостановилось. Неожиданно грянувшая гражданская война в Таджикистане усугубила и без того кризис таджикского кино. К 90-м годам техническая база киностудии «Таджикфильм» безнадёжно устарела и не соответствовала мировым стандартам. Начиная со второй половины 90-х годов, киностудия освоила производство видео фильмов на собственной базе. Первыми подобными фильмами были ленты «Река в свете луны», «Поиск пути» (1996), «Путь дехканина», «Бозгашт»(«Возвращение») (1997), "Бободжан Гафуров. Феномен «Таджиков» (1998), серия фильмов, посвященных истории таджикского кино. Однако по мере нахождения финансирования на производство фильмов таджикские кинематографисты возобновили свою деятельность.

### 1991
- Дни ущербной луны (режиссёры Ё. Аралёв и Валентин Максименков)
- Чархофалак (режиссёр С. Солиев)
- Братан (режиссёр Бахтиёр Худойназаров)
- Время желтой травы (Роланд Тер-Макаров, Шерали Абдулкайсов) телефильм
- Слезы и меч (режиссёр Тахир Сабиров)
- Шаббат (режиссёр Гулбахор Мирзоева) (документальный, короткометражка)
- Идентификация желаний (режиссёр Толиб Хамидов)

### 1993
- Месть пророка (режиссёр Юнус Юсупов)

### 1994
- Кош-ба-кош (режиссёр Бахтиёр Худойназаров, кинокомпания «Ввысь» (Россия) — Германия)[3]

### 1996
- Командировка (режиссёр Майрам Юсупова совместно с московской студией «Навигатор», Россия), удостоен специального приза кинофестиваля «Евразия» (Алма-Ата, 1998) и приза «За лучшую режиссуру» Познаньского международного кинофестиваля «Один мир» (Польша,1999)[4]

### 1999
- Лунный папа (режиссёр Бахтиёр Худойназаров, кинокомпания «Ввысь» (Россия) — Германия)[3]

## XXI век

### 2000
- Ноев ковчег (режиссёр Г. Дзалаев), получил Гран-при Международного Евразийского телефорума (Москва, 2000)
- Сладкая Родина («Ватан ширин») (режиссёр О. Шарипов), стал финалистом UNPUT (организованного ЮНЕСКО, Галифакс, Канада, 2000)[5]

### 2002
- Мардикор (режиссёр Майрам Юсупова совместно с московской студией «Навигатор»)
- Десница великого мастера (режиссёр М. Мансурходжаев)
- Восточный Вавилон (режиссёр А. Рабизода)

### 2003
- Мучассамаи ишк — Статуя любви (режиссёр У. Мирзоширинов)

### 2005
- Секс и философия (режиссёр М. Махмалбаф)

### 2016
- Сон обезьяны (режиссёр Руми Шоазимов)

### 2021
- Водонос (Водный мальчик) (режиссёр Ф. Файзов)